# Hrenova
Hrenova je naselje u slovenskoj Općini Vojniku. Hrenova se nalazi u pokrajini Štajerskoj i statističkoj regiji Savinjskoj. 

## Stanovništvo
Prema popisu stanovništva iz 2002. godine naselje je imalo 164 stanovnika.